# حمزة البلومي
حمزة البلومي، صحفي وإعلامي تونسي ولد في تونس العاصمة، قدم العديد من البرامج التلفزية على قناتي نسمة والحوار التونسي، اشتهر ببرنامج الحقائق الأربع الذي لازال يبث إلى الآن على قناة الحوار التونسي كما أن له فقرة قارة على إذاعة شمس أف أم التونسية بعنوان «الماتينال» لازال يقدمها إلى الآن.

## نشاطه
قدم حمزة البلومي العديد من البرامج التلفزية والإذاعية ، واشتهر ببرنامج الحقائق الأربع على قناة الحوار التونسي  الذي لاقى شهرة واسعة في تونس بسبب كشفه عن العديد من ملفات الفساد وكان سببا مباشرا في العديد من الإيقافات من رجال أعمال ومسؤولين في الدولة، ووصل الأمر إلى تلقي المقدم تهديدا واضحا بالقتل. 

## الحياة الشخصية
تزوج آمنة بناري في 15 جوان 2014.

## أعماله
- برنامج اليوم الثامن على قناة الحوار التونسي
- برنامج الحقائق الأربع[7]
  - الموسم الخامس: 25 سبتمبر 2022 - الآن
- برنامج الماتينال على إذاعة شمس أف أم
- برنامج نسمة نيوز على قناة نسمة [8]

### مقابلات
- مقابلة مع رئيس الجمهورية السابق الباجي قائد السبسي يوم يوم 21 فيفري [9]2019
- حوار مع رئيس الحكومة التونسية السابق يوسف الشاهد [10]

## الجوائز
الجائزة الدولية لحرية الإعلام - 2018 